# Poney de sport danois
Le Poney de sport danois (danois : Dansk Sports Ponyavl, DSP) est une race de poney élevée pour les sports et les loisirs équestres, au Danemark. Il existe trois types, classés selon leur taille. Ils constituent une race populaire et bien diffusée au Danemark.

## Histoire
Comme de nombreux poneys de sport européens, le poney de sport danois provient de croisements entre diverses souches, dont le Welsh B, le New Forest, le Connemara et l'Arabe. Cette sélection est entamée en 1976, avec la création de l'association gérant la race, à l'origine pour contrebalancer l'usage du Fjord et de l'Islandais comme montures pour les enfants. La race reste en cours de sélection. 

## Description
Pour être accepté dans le stud-book, un poney de sport danois doit mesurer moins de 1,47 m,. Il existe trois catégories de taille : la catégorie 1 pour les poneys de 1,35 m à 1,48 m, la catégorie 2 pour ceux toisant de 1,55 m à 1,34 m, et la catégorie 3 pour ceux d'un maximum de 1,24 m.
Le modèle est celui du poney de selle et de sport, avec une tête au front large, une encolure assez longue, un garrot bien sorti, le dos solide et droit, et une croupe peu inclinée. Il est toutefois porté attention à la conservation d'un type « poney ».

### Robe
Toutes les couleurs de robe sont acceptées, mais les robes sombres (alezan, bai et noir) sont les plus représentées. Le gris pommelé était autrefois populaire, puis cette robe s'est raréfiée. C'est désormais le noir qui constitue la robe la plus recherchée.

### Sélection
La sélection s'effectue exclusivement sur performances sportives, mais le caractère est aussi pris en compte. Il existe des épreuves de sélection à 3, 4 et 5 ans. Une attention est portée à la vitesse, l'agilité et la facilité à la monte. Les étalons sont testés montés et attelés. Les croisements sont surtout pratiqués avec l'Arabe, mais aussi le Welsh B, le New Forest et le Connemara.
L'association gérant la sélection de la race est située à Løgstør.

## Utilisations
Il sert de poney de sport et de loisirs, pour le saut d'obstacles, le dressage et l'attelage notamment.

## Diffusion de l'élevage
La race est élevée uniquement au Danemark, où elle est commune et populaire.